# Territorial Enterprise

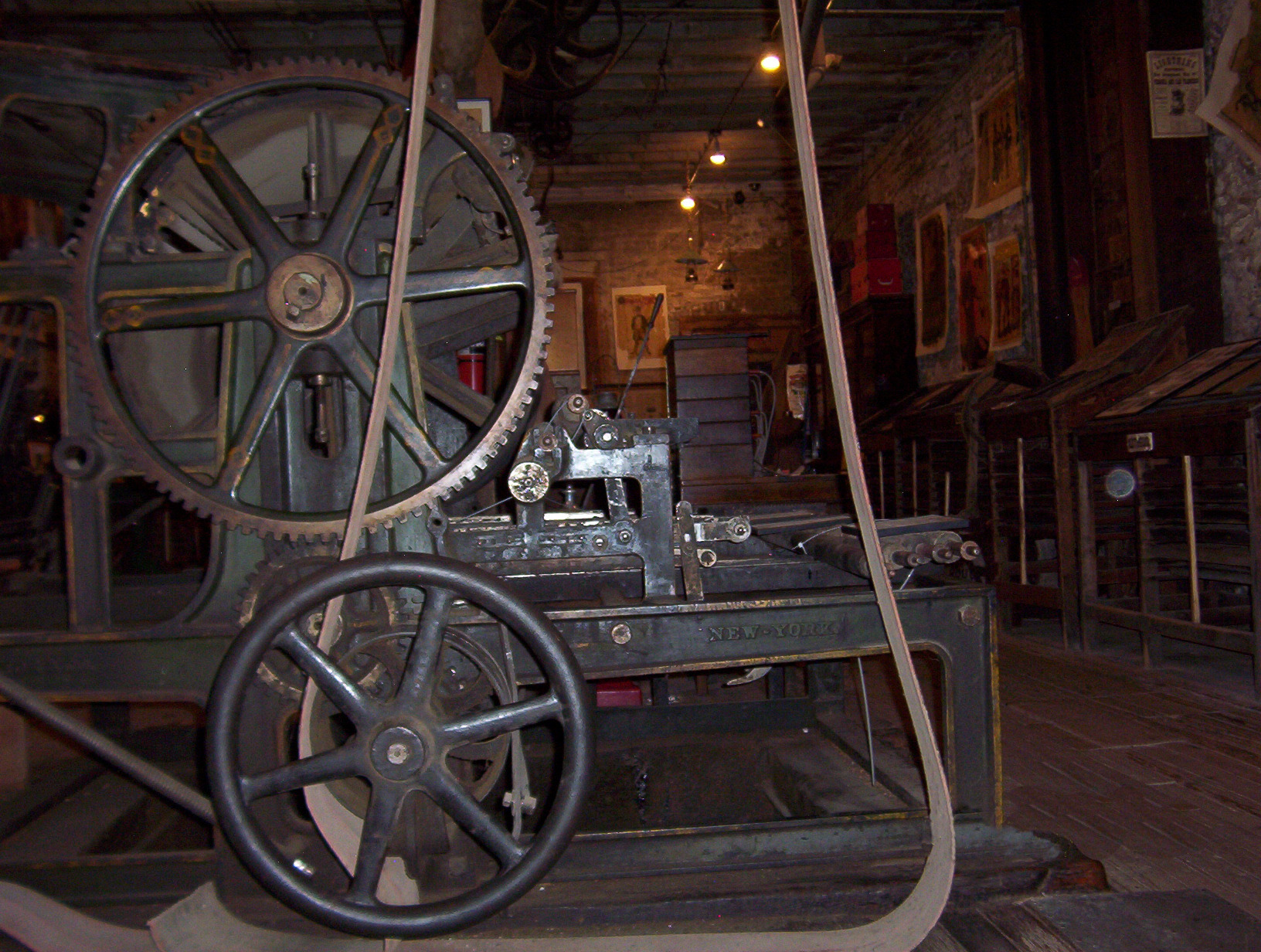
Presse à imprimer antique actionnée par une courroie plate, arbre de ligne aérienne, au Mark Twain Museum at the Territorial Enterprise, Virginia City, NV

Le Territorial Enterprise était un journal de la ville de Virginia City (Nevada), qui a joué un grand rôle dans les premières années de l'histoire du Nevada, au moment des premières mines d'or et d'argent du Comstock Lode. 

## Histoire
Le Territorial Enterprise fut fondé par William Jernegan and Alfred James en décembre 1858, à Genoa (Nevada), le premier village de l'histoire du Nevada, puis transféré moins de deux ans plus tard à Virginia City (Nevada).
Il compta parmi ses journalistes l'écrivain Samuel Langhorne Clemens, mieux connu sous le nom de Mark Twain alors impliqué à titre personnel dans la prospection minière. En butte à des difficultés financières, le jeune écrivain finit par accepter en août 1862 l’offre d’emploi permanent que lui propose le Territorial Enterprise, sous la direction de Dan DeQuille. Jusque-là, il n'écrivait qu'occasionnellement des chroniques comiques dans les colonnes de ce journal, signées "Josh". Dès février 1863, il prend le nouveau nom de plume de et écrit pour le journal jusqu'en 1866, en couvrant en particulier l'actualité politique du Nevada.
Rentable, très lu, le journal est très vite dirigé et détenu par Joseph T. Goodman, et couvre de très près l'actualité minière et industrielle, particulièrement riche, du Comstock Lode, ce qui lui permet d'être acheté par une clientèle régionale, nationale et internationale d'investisseurs suivant les actions à la Bourse de San Francisco. D'autres journaux concurrent se créent à Virginia City (Nevada), dont le Gold Hill News, mais le Territorial Enterprise reste leader, grâce à des articles percutants, informés, bien écrits, et sans crainte de heurter les entreprises et leurs dirigeants. 
Le journal est racheté en 1874 par le banquier William Sharon, qui licencie Joseph T. Goodman car il l'avait critiqué en 1872 et se sert du journal pour devenir  l'un des deux sénateurs du Nevada. Il recrute comme rédacteur en chef Rollin Daggett, qui se fera élire représentant du Nevada en 1878. Dès 1893, le journal met la clé sous la porte. 